# Eugen Schnalek
Eugen Schnalek (17 de março de 1911 — 1944 ou 1945) foi um ciclista austríaco de ciclismo de estrada. Competiu nos Jogos Olímpicos de Verão de 1936 em Berlim, onde fez parte da equipe de ciclismo austríaca que terminou em quinto lugar no contrarrelógio por equipes. Na prova de contrarrelógio individual, Schnalek terminou em décimo sexto lugar. Foi morto em combate durante a Segunda Guerra Mundial.